# HD 183263 c
HD 183263 c (بالإنجليزية: HD 183263 c)‏ الذي يرمز له بالرمز HD 183263c، هو كوكب خارج المجموعة الشمسية، في كوكبة العقاب، يتبع HD 183263 ‏.

## الاكتشاف
اكتشف في 8 ديسمبر 2008.